# Waterloo Bridge (1931)
Waterloo Bridge is een Amerikaanse dramafilm uit 1931 onder regie van James Whale. Het scenario is gebaseerd op het gelijknamige toneelstuk uit 1930 van de Amerikaanse toneelauteur Robert E. Sherwood. Destijds werd de film in Nederland uitgebracht onder de titel Vrouwen die men vergeet.

## Verhaal
Roy Cronin is een Canadese soldaat op verlof in Londen. Tijdens een bezoek aan de Waterloo Bridge maakt hij kennis met het voormalige koormeisje Myra Deauville. Roy wordt onmiddellijk verliefd op haar, maar hij weet hij niet dat ze in feite een prostituee is. Voordat hij naar het front moet vertrekken, besluiten ze te trouwen. In zijn laatste weekeinde gaan ze naar zijn familie op het platteland, waar Myra de waarheid over haar bestaan niet meer kan verzwijgen...

## Rolverdeling
| Acteur              | Personage            |
| ------------------- | -------------------- |
| Mae Clarke          | Myra Deauville       |
| Douglass Montgomery | Roy Cronin           |
| Doris Lloyd         | Kitty                |
| Frederick Kerr      | Majoor Fred Wetherby |
| Enid Bennett        | Mary Cronin Wetherby |
| Bette Davis         | Janet Cronin         |
| Ethel Griffies      | Mevrouw Hobley       |
| Rita Carlyle        | Oude vrouw           |
| Ruth Handforth      | Augusta              |